# Abū Gerānīyeh-ye Yek
Abū Gerānīyeh-ye Yek (persiska: ابو گرانیّه یک, Abū Gereyneh-ye Yek) är en ort i Iran.   Den ligger i provinsen Khuzestan, i den centrala delen av landet, 500 km sydväst om huvudstaden Teheran. Abū Gerānīyeh-ye Yek ligger 20 meter över havet och antalet invånare är 135.
Terrängen runt Abū Gerānīyeh-ye Yek är mycket platt. Runt Abū Gerānīyeh-ye Yek är det ganska tätbefolkat, med 144 invånare per kvadratkilometer. Närmaste större samhälle är Zovīyeh-ye Do, 2,6 km norr om Abū Gerānīyeh-ye Yek. Trakten runt Abū Gerānīyeh-ye Yek består till största delen av jordbruksmark.